# عالم تسكنه الشياطين
عالم تسكنه الشياطين: العلم كشمعة في الظلام هو كتاب كتبه عالم الفيزياء الفلكية كارل ساغان في عام 1995م. يهدف ساغان في هذا الكتاب إلى شرح المنهج العلميّ للناس العاديّين، وتشجيع الناس على تعلّم التفكير النقدي والتشكيك . يشرح ساغان عدّة طرق للمساعدة في التمييز بين الأفكار التي تعتبر علماً حقيقيّاً وتلك التي تعتبر علماً زائفاً.
ينصّ ساغان على أنّه عندما يتم تقديم أفكار جديدة للنظر فيها، يجب اختبارها عن طريق التفكير المشكّك، ويجب أن تقف أمام استجواب صارم.

## الموضوعات
العلم بالنسبة لساغان، ليس مجرّد مجموعات من المعارف، وإنّما طريقة تفكير. يزعم ساغان أنّ طريقة التفكير العلميّة خياليّة ومنضبطة في آنٍ واحدٍ، مما يجعل البشر يفهمون كيف يكون الكون، بدلاً من أن يعرفونه بالشكل الذي يتمنونه أن يكون. يقول ساغان أنّ العلم يعمل بشكل أفضل بكثير من أي نظام آخر لأنّه يحتوي على «آلية أساسية لتصحيح الأخطاء». تحول الخرافات والعلوم الزائفة بين البشر وبين قدرتهم على تقدير جمال وفوائد العلوم الحقيقيّة. يسمح التّفكير المشكّك للناس ببناء فهم للعقل، بالإضافة إلى التعرّف على الحجج الصحيحة من الحجج غير الصحيحة. وأينما كان ذلك ممكناً، يجب أن يكون هناك تحقّق من صحّة المفاهيم التي ينبغي إثبات حقيقتها.كما يقول ساغان في كتابه، أنّ العقل والمنطق سيسودان بمجرّد إثبات الحقيقة الواضحة في هذا العالم.

### تنين في المرآب
كمثال على التفكير المشكّك، يقدّم ساغان قصّة تتعلّق بتنين ينفث النار ويعيش في المرآب. يقوم ساغان بإقناع شخص عقلاني للدخول إلى المرآب ومقابلة التنين، يلاحظ الزائر أنّه غير قادر على رؤية التنين. فيخبره ساغان بأن التنين غير مرئي. يقترح الزائر حينها أن ينشر الطحين على الأرض لرؤية آثار أقدام التنين، فيقول ساغان له أن التنين يطفو في الهواء. عندها يفكر الزائر باستعمال كاميرا تعتمد على الأشعة تحت الحمراء لمشاهدة حرارة المخلوق غير المرئي، فيشرح ساغان أن التنين ينفث ناراً بلا حرارة مما سيؤثر على كفاءة الكاميرا. وكلّما اقترح الزائر حلّاً جديداً، قابله ساغان بسبب مقنع يمنع نجاح خطة الزائر.
يختتم ساغان القصة بسؤال: «الآن، ما هو الفرق بين التنين غير المرئي الذي ينفث النار غير الحارة، وبين عدم وجود تنين على الإطلاق؟»
إذا لم يكن هناك أي طريقة لدحض حججي، ولا يوجد أي تجربة تثبت وجود تنيني، فماذا يعني إن قلت أن تنيني موجود؟ إن عدم قدرتك على دحض نظريّتي، لا يعني أبداً أن نظريّتي صحيحة.

### مجموعة الكشف عن الهراء
يقدّم ساغان مجموعة من الأدوات للتفكير المشكّك الذي يطلق عليها «مجموعة الكشف عن الهراء». التفكير المشكّك يتكوّن من بناء حجّة منطقيّة، والاعتراف بالخدع والحيل. من أجل تحديد الحجج المضلّلة، يقترح ساغان توظيف بعض الأدوات مثل التأكيد على الحقائق، والنقاش وتطوير الفرضيّات المختلفة واستخدام شيفرة أوكام. كما توفّر مجموعة الكشف عن الهراء بعض الأدوات من أجل الكشف عن المغالطات الأكثر شيوعاً في المنطق. مثل بعض الحجج والإحصائيات الصغيرة. من خلال هذه الأدوات، يجادل ساغان بفوائد العقل النقدي.
يقدّم ساغان تحليلاً مشكّكاً للعديد من الأمثلة التي يشير إليها على أنّها خرافات وعلوم زائفة مثل السحر، والأطباق الطائرة، والتداوي بالإيمان. كما أنّه ينتقد في هذا الكتاب الدّين المنظّم.

### سوء استخدام العلم
يشير ساغان إلى أّنّه من الممكن إساءة استعمال العلم. وهكذا، فإنّه ينتقد بشدّة إدوارد تيلر "والد القنبلة الهيدروجينية"، وتأثير تيلر على السياسة، ويسلّط الضوء على موقفه من لينوس بولينغ وغيره من العلماء، الذين اتخذوا مواقف أخلاقيّة في العلم.

## الأثر والتأثير
كان الكتاب من أكثر الكتب مبيعاً في نيويورك تايمز، ويعتبر الكتاب مهمّاً للغاية في تاريخ الحركة المشكّكة المعاصرة.